# Zuklopentixol

Strukturformel

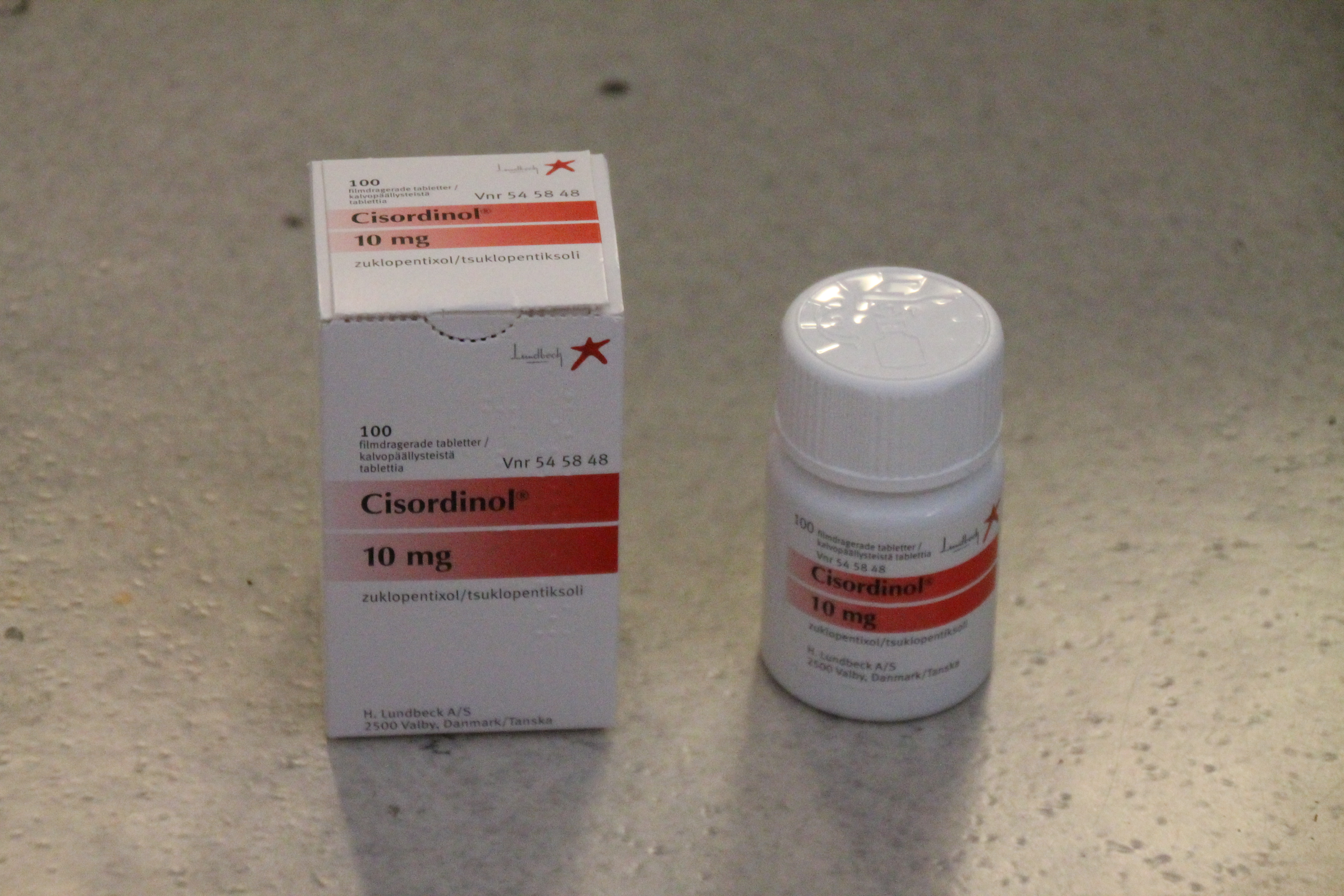
Cisordinol

Zuklopentixol (Cisordinol, Clopixol Depot), är ett neuroleptikum. Dess systematiska namn är (Z)-2-[4-[3-(2-klortioxanten-9-yliden)propyl]-1-piperazinyl]etanol.
Zuclopenthixol är en modifierad version av den tidigare medicinen clopenthixol (Sordinol), och har samma kemiska formel som denna med undantag av att två atomer bytt plats (så kallad cisform i stället för transform).
Zuclopenthixol ges ofta som depåinjektioner (långtidsverkande sprutor) vid maniska och schizofrena tillstånd. Preparatet ger mindre biverkningar än till exempel perfenazin (Trilafon) men har också något sämre effekt.
Zuklopentixol är mitt emellan hög- och lågdospreparat med en ganska stor spännvidd beträffande doseringen. Depotberedning används som underhållsbehandling, men kan ge sederande och avtrubbande effekt. Det ger ofta en kognitiv nedsättning som påverkar patientens vardag negativt.

## Farmakologi
Zuklopentixol, syntetiserad år 1958 i Danmark av Lundbeck som en del av "Tioxantengruppen". Det som uttryckt Tioxantener vid farmakologisk front förutom  dopamin D2 är att de verkar stark antagonist av dopamin D1. De var till skillnad från många andra, även mycket potent för dopamin D1-receptorn (som blockeras). Zuklopentixol är sederande medan Flupentixol är en modifierad version, med tvärtom, oftast uppiggande effekt. Zuklopentixol kan orsaka akut dystoni och parkinsonism.